# Intercompany-Abstimmung
Unter Intercompany-Abstimmung (auch konzerninterne (Konten-)Abstimmung oder engl. intercompany reconciliation) versteht man den Prozess, in dem die buchhalterischen Vorgänge zwischen den zusammengehörenden Konzerngesellschaften auf Übereinstimmung geprüft werden. Die Abstimmung wird auf Haupt- und Nebenbuchebene durchgeführt und ist der Einzelabschluss- und Konzernabschluss-Erstellung zeitlich vorgelagert.

## Durchführung
Die Aufwendungen einer Gesellschaft sind mit den Erträgen einer anderen Gesellschaft abzustimmen. Analog zu dieser Vorgehensweise sind die Forderungen einer Gesellschaft mit den Verbindlichkeiten einer anderen Gesellschaft zu vergleichen. Bei diesem Prozess muss jede Konzern-Gesellschaft mit jeder anderen Konzern-Gesellschaft einzeln abgestimmt werden. Die Abstimmung kann durch einen Vergleich der Einzelposten (Belege) und deren Salden erfolgen. Unstimmigkeiten müssen noch vor dem Einzelabschluss der Gesellschaften durch Korrektur- oder Abgrenzungsbuchungen bereinigt werden.
Inkonsistenzen zwischen den Gesellschaften können durch Fehlbuchungen, Währungsdifferenzen oder Periodenabweichungen (abweichende Zeiträume) entstehen. Es können bei einer vollständigen Abstimmung Währungsdifferenzen beim Konzernabschluss entstehen, da die Gesellschaften gegebenenfalls unterschiedliche Umrechnungseventualitäten haben.
Die Intercompany-Abstimmung liegt zeitlich vor der finalen Erstellung der Einzelabschlüsse und trägt zu deren Richtigkeit bei. Darüber hinaus ist die Intercompany-Abstimmung auch für den Konzernabschluss wichtig, weil dieser derivativ durch Konsolidierung der Einzelabschlüsse der Konzerngesellschaften gewonnen wird. Da bei der Konsolidierung die Aufwands- und Ertragskonsolidierung und die Schuldenkonsolidierung notwendig ist, sorgt die Intercompany-Abstimmung mit ihren ggf. vorzunehmenden Korrekturen für einen reibungslosen Ablauf der Konsolidierungsschritte.
Einige ERP-Systeme beinhalten die Funktionalität der Intercompany-Abstimmung. Die meisten dieser Systeme setzen jedoch voraus, dass eine homogene und zentralisierte IT-Landschaft konzernweit vorhanden ist. Da dem in den meisten Konzernen nicht der Fall ist, erfolgt die Intercompany-Abstimmung überwiegend mit Hilfe von Formularen und/oder Tabellenkalkulation (vor allem Microsoft Excel) und E-Mails. Der eigentlich zentrale Prozess verläuft dadurch dezentral und braucht viel Zeit.
Eine weitere Möglichkeit, eine Intercompany-Abstimmung umzusetzen, ist eine Web-Datenbank. Die Konzernzentrale legt die Stammdaten wie Gesellschaften, Benutzer, Konzernkonten und erlaubte Kontokombinationen an. Sie legt fest, welche Sprachen, Währungen und Kursarten zum Einsatz kommen. Weiterhin gibt der Konzern die Regeln der Abstimmung vor und eröffnet anschließend die jeweilige Abstimmungsperiode. Die Verantwortlichen in den Gesellschaften übernehmen entweder die vorgegebenen Konzernkonten direkt oder ordnen die Kontenpläne der Einzelgesellschaften den Konzernkonten zu. Die Dateneingabe erfolgt entweder direkt manuell oder per Upload im Browser. Bei festgestellten Differenzen zwischen zwei Gesellschaften können diese erst ihre Konten abschließen, wenn sie das Problem  untereinander gelöst haben. Im Gegensatz zu einer tabellenkalkulationsbasierten Lösung ist die Konzernzentrale im Abstimmungsprozess nur noch Beobachter und Kommentator und kann bei Meinungsverschiedenheiten zwischen den Gesellschaften eingreifen.